# Leptanthura calcis
Leptanthura calcis är en kräftdjursart som beskrevs av Brian Frederick Kensley och Marilyn Schotte 2000. Leptanthura calcis ingår i släktet Leptanthura och familjen Leptanthuridae.
Artens utbredningsområde är Aldabra. Inga underarter finns listade i Catalogue of Life.